# Argo Records
Pour les articles homonymes, voir Argo.
Argo Records est un label discographique indépendant américain de jazz, filiale de Chess, actif entre 1956 et 1965. 

## Histoire
Argo Records est fondé en 1955 par les frères Chess comme filiale se consacrant surtout à la publication de 33 tours de jazz, mais on trouve aussi dans son catalogues des artistes de rhythm and blues,. À l'origine, le label s'appelait Marterry, mais le chef d'orchestre Ralph Marterie s'y oppose et, quelques mois plus tard, le label est rebaptisé Argo.
La découverte en 1965, de l'existence d'un label homonyme au Royaume-Uni créé en 1951, amène Phil et Leonard Chess à renommer la compagnie en Cadet Records. Bien que Chess soit un label de blues, la division Argo commence à enregistrer du jazz en 1955 et attire au fil des décennies quelques grands noms : Gene Ammons, Kenny Burrell, Barry Harris, Illinois Jacquet, Ahmad Jamal, Ramsey Lewis, James Moody, Max Roach, Red Rodney, et Ira Sullivan. Argo a également enregistré de la pop, du blues et de la calypso. Son premier grand succès est celui de Clarence « Frogman » Henry, dont la chanson Ain't Got No Home sort en 1956. En 1960, les interprètes de rhythm and blues du label comprenaient Etta James et the Dells.
Argo change de nom en 1965 pour devenir Cadet Records lorsque la société découvre qu'un Argo Records existe déjà au Royaume-Uni. Comme pour sa maison mère et British Argo, le catalogue est détenu par Universal Music Group. Argo est l'une des nombreuses maisons de disques à avoir perdu des enregistrements maîtres dans l'incendie d'Universal en 2008.

## Artistes notables
La liste des artistes de jazz du label est remarquable :
- Kenny Burrell
- Lou Donaldson
- Art Farmer
- Benny Golson
- Johnny Griffin
- Illinois Jacquet
- Ahmad Jamal
- Hank Jones
- Yusef Lateef
- John Lewis
- Ramsey Lewis
- James Moody
- Max Roach
- Red Rodney
- Zoot Sims
- Sonny Stitt
- Cy Touff
- Sandy Mosse
- Clarence « Frogman » Henry
- Etta James